# La mazurka di papà
La mazurka di papà è un film del 1938 diretto da Oreste Biancoli.
Il soggetto è tratto dalla rivista di Falconi e Biancoli Dura minga.

## Trama
Tra la fine dell'Ottocento e gli inizi del Novecento si intrecciano le vicende del tenente Stefano San Mauro, giovane dedito al dovere e alla famiglia e del suo amico il gagà Ambrogio Peretti, assetato di avventure con attricette e di una vita all'insegna del divertimento. Il tenente, dopo una serie di malintesi ed equivoci generati dalla sua presunta frequentazione con una cantante di varietà, sposa una contessina. La cantante è in realtà legata al caro amico Ambrogio. Quando il militare resta vedovo decide di dedicarsi esclusivamente al proprio figlio ed alla carriera. Il suo amico invece continua una vita piuttosto disordinata, tentando anche l'industria cinematografica. Dopo molti anni l'ufficiale, oramai anziano generale, rifiuta il proprio consenso alle nozze di suo figlio con la figlia della famosa cantante. È grazie all'intercessione del vecchio e scapestrato amico, anch'egli anziano e a riposo, che ai due giovani sarà concesso di sposarsi, tanto più quando si verrà a conoscenza che la ragazza è sua figlia.

## Accoglienza

### Critica
"Melnati già vestito dei suoi panni ha indossato una marsina di taglio antiquato e mi trascina nella sala trucco dove Van Riel, abilissimo trasformatore di volti, in pochi minuti gli cambia la testa, trasformandola in quella di un vecchietto elegante dell'epoca Andrea Sperelli, quando Gabriele D'Annunzio era cronista mondano, Parrucca bianca impomatata, piccoli baffi, barbetta a punta, monocolo. Il volto caratteristico del gaudente di allora, come Vittorio De Sica, si è composto il viso del militare a riposo: parrucca bianca con ciuffo, baffi abbondanti, barba quadrata. Tra pochissimi minuti i due attori dovranno girare alcune scene del film tratto dalla nota rivista di Falconi e Biancoli Dura minga. Siamo all'ultima parte della vicenda (nei film si comincia sempre, o quasi sempre dalla fine) quando il Generale di san Mauro, cioè De Sica, ha settanta anni. Apprendiamo subito che De Sica, nel film, apparirà poi ad un certo punto [...] il figlio di se stesso [...] nella sala dove è piazzata la macchina ci accorgiamo di essere tornati indietro di almeno cinquant'anni, decorazioni e costumi stanno a testimonianza dell'epoca del ballo Excelsior e la gioventù del "mago Caramba". Il mago dei magnifici costumi che indossano le attrici è il pittore (Gino Carlo) Sensani che li ha composti con il gusto che gli conosciamo." (Lucio Ridenti. Sono andato a vedere girare Dura minga, in Cinema Illustrazione, numero 52, 29 dicembre 1937)

## Curiosità
I personaggi dei due ufficiali e la canzone Come ai tempi di oggidì vennero ripresi in una serie di Caroselli dal 1962, con interpreti Ernesto Calindri e Franco Volpi: il tormentone era la frase "Dura minga, non può durare" del film, come la canzone che cantavano in coro.